# Me estoy enamorando
Me estoy enamorando es el título del sexto álbum de estudio grabado por el artista mexicano Alejandro Fernández. Fue lanzado al mercado bajo los sellos discográficos Sony Latin y Columbia Records el 23 de septiembre de 1997.

## Información sobre el álbum
El álbum fue producido por el compositor y productor musical cubano-estadounidense Emilio Estefan, Jr. y coproducido por el compositor y productor musical colombo-estadounidense Kike Santander, este álbum marca un cambio importante en su carrera con una nueva fusión de bolero ranchero, baladas románticas y la esencia del mariachi.

## Sencillos
Logró un gran éxito en la mayor parte de América Latina, Estados Unidos y Europa, permaneciendo 13 semanas en el Nº 1 del Billboard Latin Albums. Grabó los videos de las canciones «Si tú supieras» tema principal de la telenovela mexicana de la cadena Televisa María Isabel (1997-1998), bajo la producción de Carla Estrada,  protagonizada por Adela Noriega, Fernando Carrillo y Lorena Herrera, «En el jardín» con la participación de la cantautora cubano-estadounidense Gloria Estefan y «No sé olvidar». Otras canciones conocidas de este álbum es «Yo nací para amarte» En el año 2009 el artista mexicano Manuel Mijares hizo un cover de la canción «Si tú supieras» para su álbum Vivir así.

## Premios y nominaciones
Este álbum recibió una nominación para el Premio Grammy al Mejor Álbum de Pop Latino en la 40°. edición anual de los Premios Grammy, celebrados el miércoles 25 de febrero de 1998, pero finalmente perdió frente a Romances de Luis Miguel, además ganó el Premio Lo Nuestro como Álbum Pop del Año en la 10°. entrega de Premios Lo Nuestro el celebrados el jueves 14 de mayo de 1998.
En 2012 fue incluido en la lista de «Los 100 discos que debes tener antes del fin del mundo» publicada por Sony Music.

## Lista de canciones
| Me estoy enamorando |                                     |                                                                     |          |  |
| N.º                 | Título                              | Escritor(es)                                                        | Duración |  |
| 1.                  | «Yo nací para amarte»               | Kike Santander                                                      | 4:27     |  |
| 2.                  | «Si tú supieras»                    | Ricardo Martínez · Kike Santander                                   | 4:06     |  |
| 3.                  | «No sé olvidar»                     | Kike Santander                                                      | 4:21     |  |
| 4.                  | «En el jardín» (con Gloria Estefan) | Kike Santander                                                      | 4:50     |  |
| 5.                  | «Me estoy enamorando»               | María Jimena Muñóz · Kike Santander                                 | 4:16     |  |
| 6.                  | «Cómo el sol y el trigo»            | Kike Santander                                                      | 3:18     |  |
| 7.                  | «Noche triste»                      | Randall M. Barlow · Roberto Bladés                                  | 3:04     |  |
| 8.                  | «Volverás»                          | Gloria M. Estefan · Rafael Ferro García                             | 3:46     |  |
| 9.                  | «Te juro»                           | Estéfano                                                            | 4:45     |  |
| 10.                 | «Promesa»                           | Emilio Estefan, Jr. · Herman "Teddy" Mulet · José "Cheito" Quiñónez | 3:52     |  |
| 40:53               |                                     |                                                                     |          |  |

## Lista de posiciones

### Álbum
| España         | Top 100 Álbumes (PROMUSICAE)    | 100 |
| Estados Unidos | U.S. Billboard 200              | 125 |
| Estados Unidos | U.S. Billboard Top Latin Albums | 1   |
| Estados Unidos | U.S. Billboard Latin Pop Albums | 1   |

### Sucesión y posicionamiento
| Predecesor: Contra la corriente de Marc Anthony | U.S. Billboard Top Latin Albums — Álbum N°. 1 (Primera vuelta) 13 de diciembre de 1997 - 27 de febrero de 1998 | Sucesor: Vuelve de Ricky Martin     |
| Predecesor: Anthology de Selena                 | U.S. Billboard Top Latin Albums — Álbum N°. 1 (Segunda vuelta) 6 de junio de 1998 - 12 de junio de 1998        | Sucesor: Suavemente de Elvis Crespo |

| Predecesor: Romances de Luis Miguel | U.S. Billboard Latin Pop Albums — Álbum N°. 1 (Primera vuelta) 29 de noviembre de 1997 - 27 de febrero de 1998 | Sucesor: Vuelve de Ricky Martin |
| Predecesor: Vuelve de Ricky Martin  | U.S. Billboard Latin Pop Albums — Álbum N°. 1 (Segunda vuelta) 6 de junio de 1998 - 19 de junio de 1998        | Sucesor: Vuelve de Ricky Martin |

### Sencillos
| Año                                                             | Título                | Posiciones                      | Posiciones                       | Posiciones                            |
| Año                                                             | Título                | U.S. Billboard Hot Latin Tracks | U.S. Billboard Latin Pop Airplay | U.S. Billboard Latin Regional Airplay |
| --------------------------------------------------------------- | --------------------- | ------------------------------- | -------------------------------- | ------------------------------------- |
| 1997                                                            | «Si tú supieras»      | 1                               | 1                                | 3                                     |
| 1997                                                            | «En el jardín»        | 1                               | 1                                | —                                     |
| 1997                                                            | «No sé olvidar»       | 1                               | 1                                | —                                     |
| 1998                                                            | «Yo nací para amarte» | 1                               | 2                                | 6                                     |
| «—» indica un tema que no se posicionó en las listas de éxitos. |                       |                                 |                                  |                                       |

## Certificaciones
| País           | Organismo certificador | Certificación | Ventas certificadas | Simbolización |
| -------------- | ---------------------- | ------------- | ------------------- | ------------- |
| Argentina      | CAPIF                  | Platino       | 60.000              | ▲             |
| Estados Unidos | RIAA                   | Platino       | 576.000             | ▲             |
| México         | AMPROFON               | 3xPlatino     | 752.000             | 3▲            |